# 红花寄生
红花寄生（学名：Scurrula parasitica），为桑寄生科梨果寄生属下的一个种。种名 parasitica 意为“寄生的”。